# Пионер (Гомельская область)
Пионер (бел. Піяне́р) — посёлок в Приборском сельсовете Гомельского района Гомельской области Республики Беларусь.

## География

### Расположение
В 1 км от железнодорожной станции Прибор (на линии Калинковичи — Гомель), 13 км на запад от Гомеля.

### Гидрография
На реке Уза (приток реки Сож).

## Транспортная сеть
Транспортные связи по просёлочной, затем автомобильной дороге Калинковичи — Гомель. Планировка состоит из прямолинейной улицы, ориентированной с юго-запада на северо-восток вдоль железной дороги. Застройка преимущественно деревянная усадебного типа.

## История
Основан в начале 1920-х годов переселенцами из соседних деревень на бывших помещичьих землях. В 1926 году в Уваровичском районе Гомельского округа В 1932 году жители вступили в колхоз. В 1959 году в составе учхоза СПТУ-185 (центр — деревня Прибор).

## Население

### Численность
- 2004 год — 137 хозяйств, 378 жителей.

### Динамика
- 1926 год — 5 дворов, 30 жителей.
- 1959 год — 291 житель (согласно переписи).
- 2004 год — 137 хозяйств, 378 жителей.